# Xã Preston, Quận Ransom, Bắc Dakota
Xã Preston (tiếng Anh: Preston Township) là một xã thuộc quận Ransom, tiểu bang Bắc Dakota, Hoa Kỳ. Năm 2010, dân số của xã này là 79 người.